# Breitenloch (Wüstung)
Breitenloch (auch Breidenloch) ist eine Wüstung in Frankfurt am Main, östlich des heutigen Stadtteils Frankfurt-Sossenheim. Das Dorf Breitenloch bestand aus einem Gutshof mit Adelssitz der Edlen (Ritter) zu Breitenloch. Es hatte einen eigenen Schultheiß, der nach fränkischem Recht auch Richter war. Wie das benachbarte Sossenheim unterstand es dem Kurmainzer Amt Höchst. In keiner Karte ist das Dorf mit ca. 200 ha Land und ca. 50–100 Einwohnern verzeichnet. Breitenloch war damals größer und bedeutender als Sossenheim und auch ein Rittersitz, was für die Entwicklung sehr viel ausmachte. Die Siedlung ist vermutlich um das Jahr 1619 untergegangen. In den Jahren 1218, 1222, 1398 und 1440 wurde Breitenloch urkundlich erwähnt, bald danach wurde es nur noch als Wüstung bezeichnet. Heute erinnern der Flurname Breitenloch und die Breitlacher Straße in Frankfurt-Rödelheim an das untergegangene Dorf, das heute von der Bundesautobahn 5 überdeckt wird; es befand sich in Höhe der Unterquerung des Westerbach bei Rödelheim.
Drei Hauptfaktoren führten damals zum Verschwinden von Ortschaften: die klimatischen Veränderungen in der Kleinen Eiszeit, wirtschaftliche oder politische Einflüsse. Ernteausfall im 14. Jahrhundert führte zu Hungersnöten, der Bevölkerungsrückgang wurde durch Pestepidemien 1518–1525, 1547–1550, 1625/1635 und 1664–1666, die damals auch in Sossenheim ausgebrochen waren, verschärft. Zwischen 1637 und 1719 gab es zudem eine kalte Phase der Kleinen Eiszeit, in der Breitenloch zur Wüstung wurde. Der Grund dafür war, dass Frankfurt damals ein Zentrum des Gartenweinbaus gewesen ist. Für Sossenheim ist für Weinanbau die Flur Wingarten (Weingarten) bekannt. Für diesen wurde es damals zu kalt. Es wird die Meinung vertreten, dass durch diese Veränderung einer echten Frankfurter Spezialität in Sossenheim Vorschub geleistet wurde: „Der Rückgang des Weinbaus hat zur Entstehung des Apfelweins beigetragen.“

## Schreibweisen und Erwähnungen
Breitenloch ist in verschiedenen Schreibweisen in 18 mittelalterlichen Urkunden (LAGIS, Arcinsys) zuerst als karolingische Siedlung nachgewiesen. Sie lag zwischen den Frankfurter Stadtteilen Sossenheim und Rödelheim. Sie bestand aus dem Gutshof mit Adelssitz der Edlen (Ritter) zu Breitenloch wie Waltherus von Sozenheim. Der Gutshof und die Anwesen der ansässigen Hübner mit 200 ha Land wurden nach Untergang (Totalwüstung) Sossenheim zugerechnet.
- 789/790 Urkunde Kloster Lorsch Breitenbach
- 1213 Ritter Waltherus de Sozenheim ist der einzige urkundlich erwähnte Adelige aus Sossenheim (Zeuge in der Schenkung Kloster Eberbach)
- 1218  Kurmainzer Urkunde Kloster Mainzer Stift St. Maria zu den Greden Magredenstift Sozzenheim, Breidenloch
- 1222  Bredinloch, Nassauisches Urkundenbuch 1,1, S. 268–269, Nr. 380
- 1273  Conrad von Breitenloch in der Sozenheimer Flur verspricht Zehnten Magredenstift
- 1326  Frankfurter Liebfrauenstift erhält von Katharine von Wanebach 28 Malter Frucht von der Gemeinde Breitenloch von Sozenheym
- 1345  Breitenlocher Besitzungen in Königstein und Niederhöchstadt, deren Erträge teilweise der Antonius-Kapelle in Kronberg zufließen
- 1353  Schultheis Wasmud von Breydinloch und Wygand Schabhorn von Soszinheim bekommen von Frank und Johann von Cronenberg Gebrüder und Ritter zu Landsiedelrecht 12 Morgen Ackerland zu Soszinheim gegen einen Zins von drei Achtel Korn
- 1367 Urkunde Karmeliterkloster „hinder Breydenloch“
- 1372  Vor dem Gericht zu Breydenloch (Dorf Breidenloch)
- 1374 Hennekin Kesseler zu Breidenloch verkauft dem Frankfurter Hermann Wagner einen Ewig Zins auf seinem Hof in Sossenheim, das einen Dinghof hat
- 1393 Urkunde Bartholomäus Stift „is ville Breydenloch“
- 1395  Dritte Indiktion, im sechsten Jahr der Krönung des Papstes Bonifaz IX., „dez Vierden dages dez mandes den man nennet zu latyne Februarius“ im Dorfe Breydenloche, Mainzer Bistums, auf offener Straße, vor Henne Urseler, Schultheiß, und den Gerichtsmännern Heinrich von dem Ried,
- 1407  Breitenlocher erklären dem Rat der Stadt Frankfurt, sie sind Untertanen des Erzbischofs Mainz, Magredenstift
- 1416  Urkunde Bartholomäus Stift „Bleydenloch“
- 1430 Urkunde Karmeliterkloster „vff die gaßen zu breydenloche“
- 1483 Rödelheimer Kellereibuch Graf von Solms, „Sossenheym und breydloch“
- 1535 Urkunde Almosenkasten „gegen Breydeloch“
- 1641 Urkunde Karmeliterkloster „naher braidtlich“